# 烏崔安加斯山
12°39′15″S 75°24′40″W / 12.65417°S 75.41111°W
烏崔安加斯山（Huch'uy Anqas），是秘魯的山峰，位於該國中南部萬卡韋利卡大區，由萬卡韋利卡省的阿科班比亞區負責管轄，屬於瓊塔山脈的一部分，海拔高度5,182米。